# Râul Siret
Râul Siret (în ucraineană Серет, transliterat: Seret, în maghiară Szeret (în traducere „Dragul”), în germană Sereth, în rusă Сирет, transliterat: Siret) este un râu care străbate teritoriile Ucrainei și României și se varsă în Dunăre.

## Geografie
Râul Siret izvorăște din Munții Obcinele Bucovinei, aflați în Bucovina de Nord (astăzi regiunea Cernăuți a Ucrainei), la o altitudine de 1.238 m. Izvoarele sale se află în apropiere de localitatea Șipotele pe Siret (raionul Vijnița). 
Siretul parcurge 647 km (dintre care 559 km pe teritoriul României și 88 km pe teritoriul Ucrainei) și se varsă în Dunăre, lângă orașul Galați. Dintre afluenții fluviului, are cel mai mare bazin hidrografic din România. 
Principalii afluenți ai Siretului sunt: pe partea dreaptă, Siretul Mic, Suceava, Moldova, Bistrița, Trotuș, Putna și Buzău; pe partea stângă, Polocin și Bârlad. Bazinul său hidrografic este format în principal din apele aduse de râurile Bistrița (circa 26,8%), Trotuș (circa 10%), Moldova (circa 12,2%) și Suceava (circa 12%).  
Râul urmează la început o direcție nordică în regiunea Bucovinei de Nord. Porțiunea de până la confluența cu râul Siretul Mic (în dreptul localității Suceveni din raionul Adâncata) poartă denumirea de Siretul Mare. După confluența cu Siretul Mic, râul primește denumirea de Siret. 
Râul străbate localitățile Berhomet pe Siret și Jadova, unde începe să-și schimbe direcția de curgere către sud-est. Își continuă curgerea prin orașul Storojineț și prin satele Ropcea, Camenca, Volcineț și Cerepcăuți. 
Siretul abandonează apoi teritoriul Ucrainei și intră în România prin partea de nord-est. În prima parte, formează granița dintre județele Suceava și Botoșani, continuând să se mențină pe aceeași direcție de sud-est. Trece prin orașul Siret, fostă capitală a Moldovei, apoi prin localitățile Grămești, Zvoriștea și Liteni. În dreptul orașului Liteni, la aproximativ 20 de km de orașul Suceava, se varsă în Siret din partea dreaptă râul Suceava (170 km). 
Siretul își continuă curgerea spre sud, traversând localitățile Pașcani, Stolniceni-Prăjescu pana la  Roman unde acumuleaza apele raului Moldova, primind apoi de pe partea dreaptă apele râului Bistrița (290 km), la circa 5 km după ce acesta a trecut de orașul Bacău. Mai în aval, trece prin orașul Adjud și prin apropiere de Mărășești. În apropiere de vărsarea în Dunăre, primește de pe partea stângă apele râului Bârlad (289 km) și de pe partea dreaptă apele râului Buzău (325 km). 
În cele din urmă se varsă în Dunăre, în apropiere de orașul Galați. 
Ca suprafață a bazinului hidrografic, Siretul este cel mai mare curs de apă din România (cu 28.116 km²), el colectând circa 17% din volumul total al resurselor de apă ale României. Se desfășoară pe teritoriul județelor Suceava (8.554 km²), Botoșani (457 km²), Neamț (5.836 km²), Bacău (6.603 km²) și Iași (850 km²).

## Istorie
În antichitate, râul Siret a fost cunoscut sub numele de Hierasus (adică Sfântul, în limba greacă), denumire sub care apare în "Geographia" lui Ptolemeu (circa 87 d.Hr. - circa 165 d.Hr.).  
În lucrarea sa Descriptio Moldaviae (Descrierea Moldovei), scrisă în limba latină în perioada 1714-1716, voievodul cărturar Dimitrie Cantemir descrie astfel acest râu: "Și Siretul este un râu al Moldovei, venind dinspre hotarul ei de sus, dinspre Lehia, curge spre miazăzi și se varsă în Dunăre prin două guri. E un râu lat și adânc, însă, fiind înconjurat din toate părțile de păduri și munți, iar pe alocuri împiedicat de vaduri, până acum nu s-a putut deschide pretutindeni o cale pentru corăbii." 
În negocierile de pace de după războiul ruso-turc (1806-1812), desfășurate la Giurgiu la începutul lui noiembrie 1811, delegații ruși trimiși de generalul Mihail Kutuzov au cerut Porții Otomane cesiunea ambelor principate, Moldova și Muntenia, pe care le administra de la începutul războiului. Cum rușii au început să bănuiască intențiile lui Napoleon de a ataca Rusia, ei au încercat să scurteze negocierile reducându-și pretențiile și lăsând să se înțeleagă că s-ar mulțumi numai cu Moldova sau în cazul cel mai rău numai cu teritoriul moldovean aflat între râurile Prut și Nistru. Această din urmă cerere a fost comunicată la Rusciuc de către generalul rus Langeron către marele vizir Ahmed Pașa. Marele vizir a răspuns că "este rușinos ca rușii, care stăpânesc un sfert al globului, să se certe pentru o palmă de pământ - fâșia dintre Siret și Prut - care nici nu le este folositoare". În cele din urmă, rușii au renunțat la Moldova dintre Siret și Prut, primind prin Pacea de la București (1812) numai Basarabia (teritoriul Moldovei dintre Nistru și Prut).
O idee privind regularizarea cursului Siretului pentru ca acesta să devină navigabil apare în articolul 158 din Regulamentul Organic (1832) când s-a prevăzut că "Siretul și Prutul (...) trebuie a se curăți și a se face mai îndemânatic pentru plutirea sau pentru a se face canaluri de comunicație, de pildă unirea Siretului cu Prutul prin râul Bahlui, care ar fi de mare folos și pentru comercia capitalei".

## Amenajare
Malurile Siretului sunt formate din straturi de pietriș, nisip și loess. Primăvara, odată cu topirea zăpezilor și vara, după ploi abundente, râul Siret poate provoca inundații. Dacă în mod normal, lățimea Siretului este de 70–100 m, iar adâncimea de 0,20-0,70 m, în perioada topirii zăpezilor sau al precipitațiilor abundente, lățimea sa crește la 200 m, iar adâncimea ajunge la 2–3 m. 
Pe cursul său au fost realizate mai multe baraje și lacuri de acumulare, reducând pericolul de inundații (cele mai recente au fost în anul 2005). Principalele orașe de pe sau din apropierea cursului său sunt: Siret, Pașcani, Roman, Bacău, Adjud, Galați.
.
Ca urmare a adâncimii sale scăzute, Siretul nu este navigabil, doar pe porțiunea de după vărsarea râului Bârlad pot naviga nave de dimensiuni mici. Preocuparea pentru navigarea pe Siret datează de câteva sute de ani, Dimitrie Cantemir exprimându-și în Descrierea Moldovei (1714-1716) amărăciunea pentru negăsirea unei soluții în acest sens. "E un râu lat și adânc, însă, fiind înconjurat din toate părțile de păduri și munți, iar pe alocuri împiedicat de vaduri, până acum nu s-a putut deschide pretutindeni o cale pentru corăbii" .

## Fauna ihtiologică
În râul Siret au fost identificate 52 de specii de pești: 
- Abramis ballerus  (Linnaeus, 1758) = Cosac cu bot ascuțit
- Abramis brama  (Linnaeus, 1758) = Plătică
- Abramis sapa  (Linnaeus, 1758) = Cosac cu bot turtit
- Acipenser ruthenus  (Linnaeus 1758) = Cegă
- Alburnoides bipunctatus  (Bloch, 1782) = Beldiță
- Alburnus alburnus  (Linnaeus, 1758) = Oblete
- Anguilla anguilla  (Linnaeus, 1758) = Anghilă
- Aspius aspius  (Linnaeus, 1758) = Avat
- Barbus barbus  (Linnaeus, 1758) = Mreană
- Barbus petenyi  (Heckel, 1852) = Moioagă
- Blicca bjoerkna  (Linnaeus, 1758) = Batcă
- Carassius carassius  (Linnaeus 1758) = Caracudă
- Carassius gibelio  (Bloch, 1783) = Caras
- Chondrostoma nasus  (Linnaeus, 1758) = Scobar
- Cobitis danubialis  (Băcescu, 1993) = Zvârlugă
- Ctenopharyngodon idella  (Valenciennes 1844) = Cosaș
- Cyprinus carpio  (Linnaeus 1758) = Crap
- Esox lucius  (Linnaeus 1758) = Știucă
- Eudontomyzon danfordi  (Regan, 1911) = Hadină
- Gobio obtusirostris  (Valenciennes, 1844) = Porcușor comun
- Gymnocephalus cernuus  (Linnaeus, 1758) = Ghiborț
- Hypophthalmichthys molitrix  (Valenciennes 1844) = Sânger
- Hypophthalmichthys nobilis  (Valenciennes 1844) = Novac
- Idus idus  (Linnaeus, 1758) = Văduviță
- Lampetra planeri  (Bloch, 1784) = Cicar
- Lepomis gibbosus  (Linnaeus, 1758) = Biban soare
- Leucaspius delineatus  (Heckel, 1843) = Fufă
- Leuciscus leuciscus  (Linnaeus, 1758) = Clean mic
- Lota lota  (Linnaeus, 1758) = Mihalț
- Misgurnus fossilis  (Linnaeus, 1758) = Țipar
- Neogobius fluviatilis  (Pallas, 1814) = Guvid de baltă
- Orthrias barbatulus  (Linnaeus, 1758) = Grindel
- Pelecus cultratus  (Linnaeus, 1758) = Săbiță
- Perca fluviatilis  (Linnaeus, 1758) = Biban
- Phoxinus phoxinus  (Linnaeus, 1758) = Boiștean
- Proterorhinus marmoratus  (Pallas, 1814) = Moacă de brădiș
- Pseudorasbora parva  (Schlegel, 1842) = Murgoi bălțat
- Pungitius platygaster  (Kessler, 1859) = Plevușcă de baltă
- Rhodeus amarus  (Bloch, 1782) = Boarță
- Romanogobio kessleri  (Dybowski, 1862) = Porcușor de nisip
- Romanogobio vladykovi  (Fang , 1943) = Porcușor de șes
- Rutilus carpathorossicus  (Vladykov, 1930) = Babușcă
- Sabanejewia balcanica  (Karaman, 1922) = Câră
- Sabanejewia vallachica  (Nalbant, 1957) = Câră de Muntenia
- Scardinius erythrophthalmus  (Linnaeus, 1758) = Roșioară
- Silurus glanis  (Linnaeus, 1758) = Somn
- Squalius cephalus  (Linnaeus, 1758) = Clean
- Stizostedion lucioperca  (Linnaeus, 1758) = Șalău
- Tinca tinca  (Linnaeus, 1758) = Lin
- Vimba carinata  (Pallas, 1814) = Morunaș
- Zingel streber  (Siebold (1868) = Fusar
- Zingel zingel  (Linnaeus, 1758) = Pietrar

## Mențiuni literare
Printre cei care au cântat Siretul în opere literare se află poetul Vasile Alecsandri (1821-1890). Locuind în satul Mircești din lunca Siretului, Alecsandri este autorul mai multor pasteluri publicate în anii '60 ai secolului al XIX-lea în care sunt descrise imagini idilice ale apei Siretului.
„Râul luciu se-ncovoaie sub copaci ca un balaur

Ce în raza dimineții mișcă solzii lui de aur.

Eu mă duc în faptul zilei, mă așez pe malu-i verde

Și privesc cum apa curge și la cotiri ea se perde,

Cum se schimbă-n vălurele pe prundișul lunecos,

Cum adoarme la bulboace, săpând malul năsipos.” (Vasile Alecsandri - Malul Siretului) 
„Luncă, luncă, dragă luncă! rai frumos al țării mele,

Mândră-n soare, dulce-n umbră, tainică la foc de stele!

Ca grădinile Armidei, ai un farmec răpitor,

Și Siretul te închide cu-al său braț dismierdător.

Umbra ta, răcoritoare, adormindă, parfumată,

Stă aproape de lumină, prin poiene tupilată.” (Vasile Alecsandri - Lunca din Mircești) 
În lucrarea sa Amintiri din copilărie (1879), marele povestitor român Ion Creangă (1837-1889) prezintă apa Siretului ca o graniță între două lumi: lumea muntenilor și lumea câmpenească. Despărțindu-se de peisajul montan, pe care căruța îl lăsa în urmă, trecând pe malul stâng al Siretului, cei doi copii (Nică și Zaharia lui Gâtlan) și moș Luca care merg la Iași fac un popas pe prispa unui rotar din Blăgești, unde sunt pișcați de țânțari și dorm într-o „fumăraie de baligi”. Autorul descrie prin vorbele lui moș Luca diferențele dintre cele două lumi separate de Siret: „Așa-i viața câmpenească (...). Cum treci Siretul, apa-i rea și lemnele pe sponci; iar vara te înăduși de căldură, și țânțarii te chinuiesc amarnic. N-aș trăi la câmp, Doamne ferește! Halal pe la noi! Apele-s dulci, limpezi ca cristalul și reci ca gheața; lemne, de-ajuns; vara, umbră și răcoare în toate părțile; oamenii, mai sănătoși, mai puternici, mai voinici și mai voioși, iar nu ca iști de pe câmp: sarbezi la față și zbârciți, de parcă se hrănesc numai cu ciuperci fripte, în toată viața lor.” 
Scriitorul Mihail Sadoveanu (1880-1961), originar din orașul Pașcani aflat pe malul Siretului, a descris în mai multe opere literare acest râu. Potrivit romanului Nicoară Potcoavă (1952), „nu departe e locul unde puhoiul Sucevii intră ca un paloș de steclă în apa domoală a Siretului” și-a clădit o curte boierească cu turn bogatul cneaz Iurg Litean, negustor la Liov. Acolo a poposit într-o noapte de toamnă, după o vânătoare, domnul Ștefăniță Vodă (1517-1528) și s-a iubit cu jupâneasa Calomfira, soția cneazului, cu care a avut un copil: pe viitorul voievod Ion Vodă cel Viteaz. Scriitorul descrie astfel acest râu: „Erau locurile acelea din preajma curții lui Iurg Litean nu numai ca o vedenie fericită. În oglinda sură a Siretului își plecau creștetele sălcii vechi, în care huruiau, vara, turturele.” Ulterior, în vara anului 1576, grupul lui Nicoară Potcoavă va trece podul de șaici de la Vercicani, plătind un taler de argint celor doi brudnici de origine ucraineană (moș Stepan și Andriușa).  
Același scriitor descrie în romanul Zodia Cancerului sau vremea Ducăi-Vodă (1929) un mijloc primitiv de a traversa râul. Abatele francez Paul de Marenne, trimis ca sol în Țara Moldovei în cea de-a doua parte a secolului al XVII-lea, urcă în spinarea unui țăran cu numele de Vâlcu Bârlădeanu care-l traversează apa Siretului, udându-se până la brâu. Scriitorul descrie astfel acest râu: „Zimțuit și tulbure, Siretul fugea pe pietrișul vadului, murmurând ușor în singurătate și-n pustie. Vântul scutura asupră-i foiți galbene”.

## Imagini

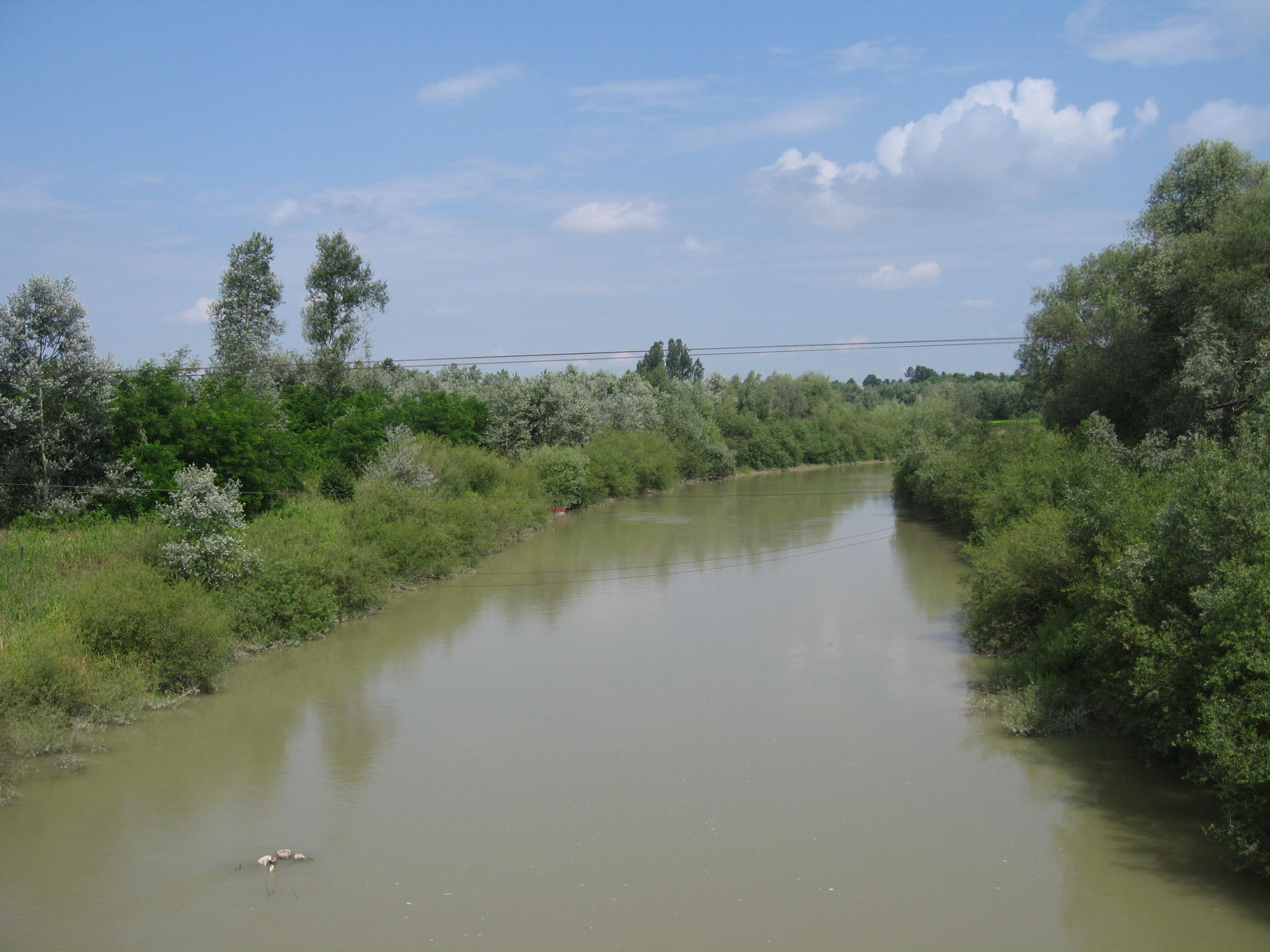
Râul Siret la Zvoriştea - amonte
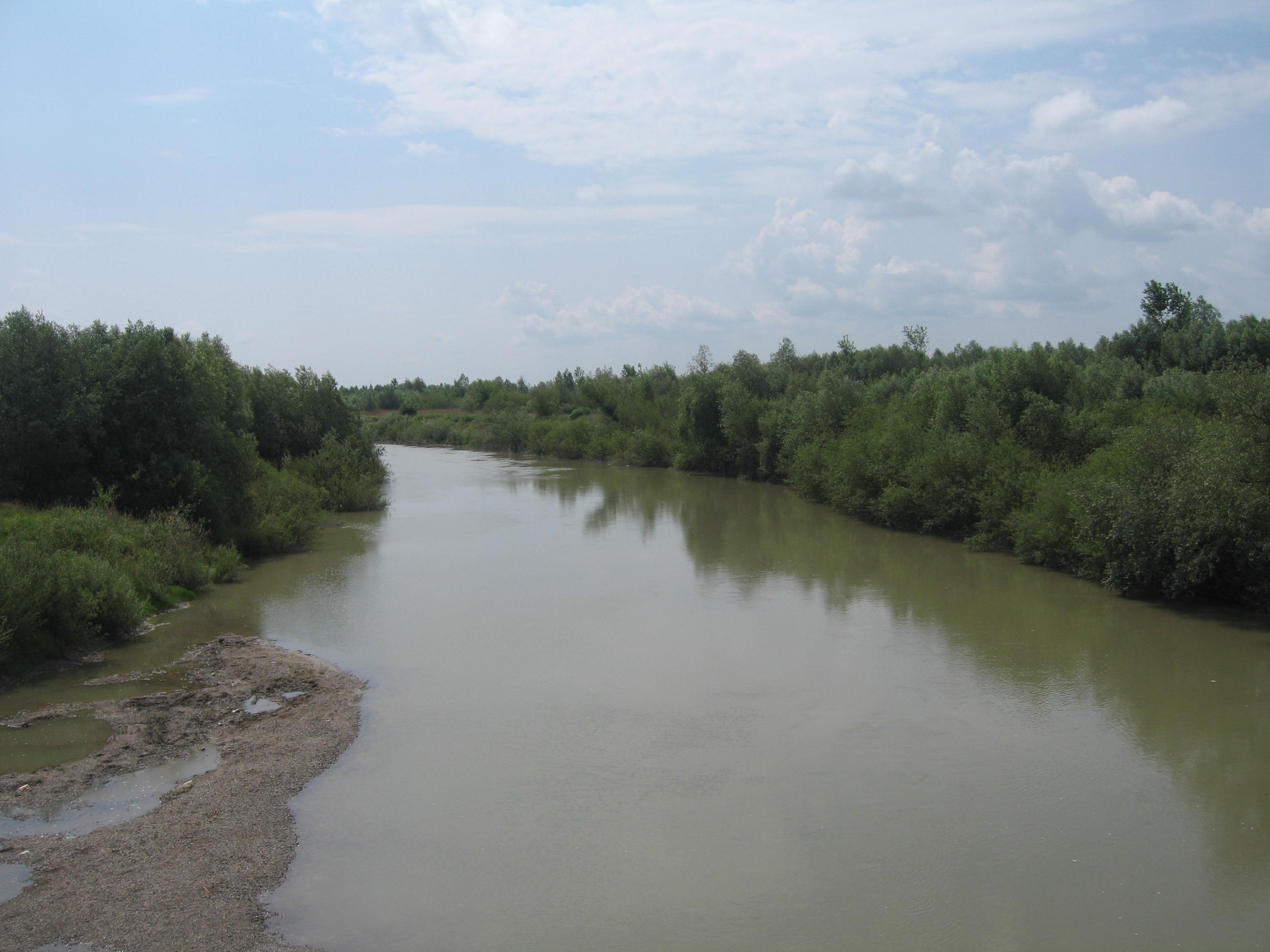
Râul Siret la Zvoriştea - aval
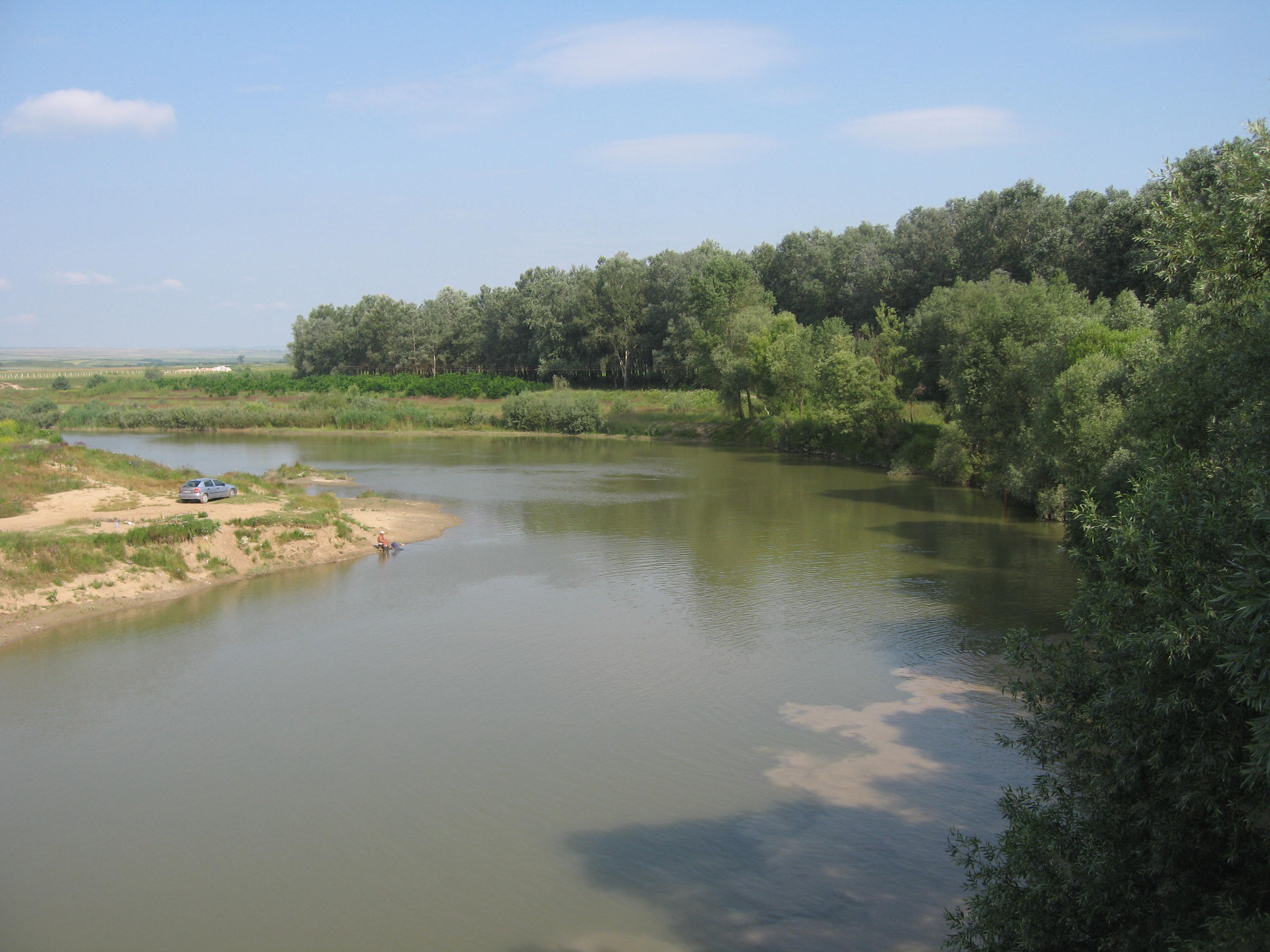
Siretul văzut de pe podul de la Huţani
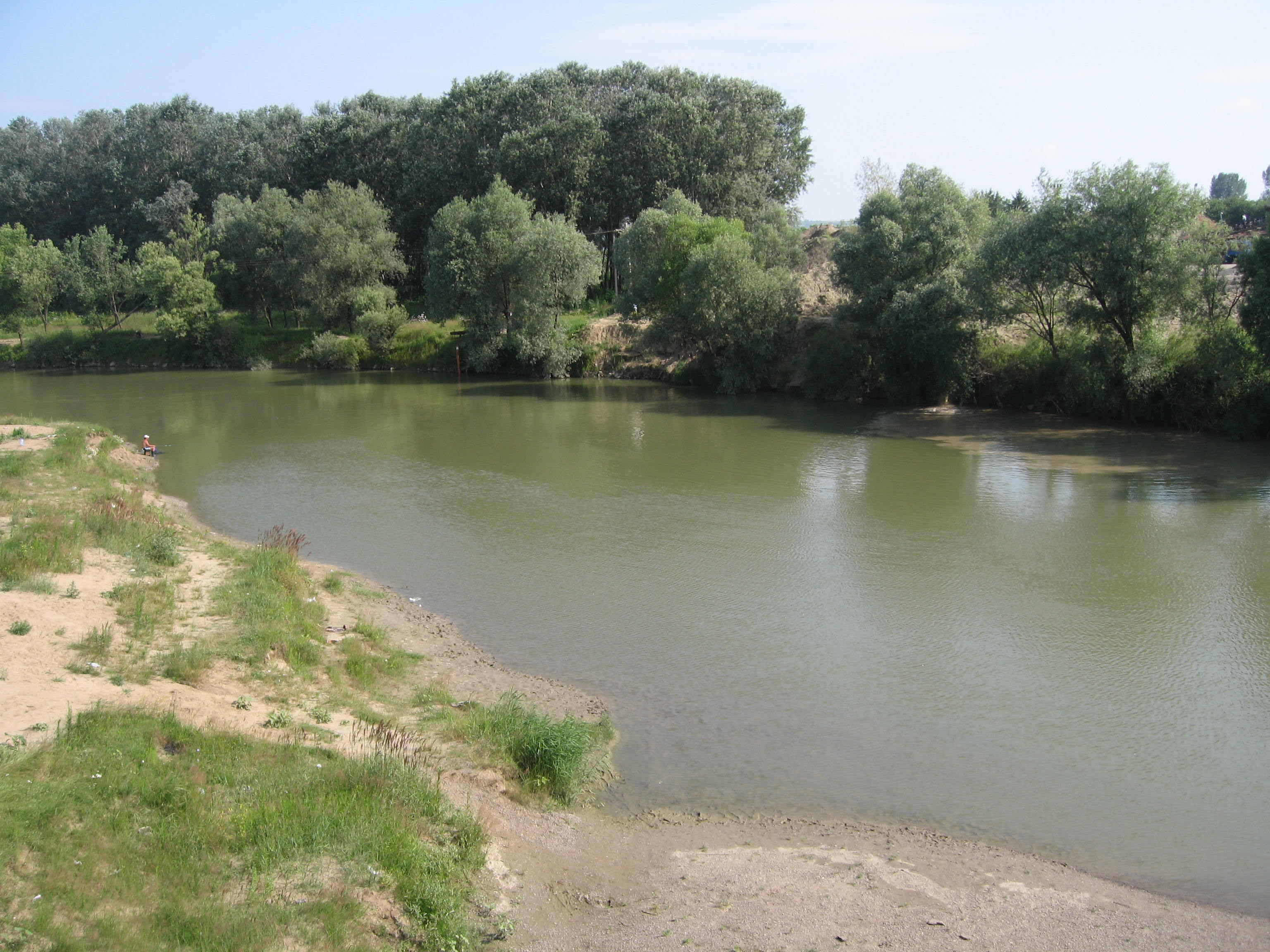
Siretul văzut de pe podul de la Huţani
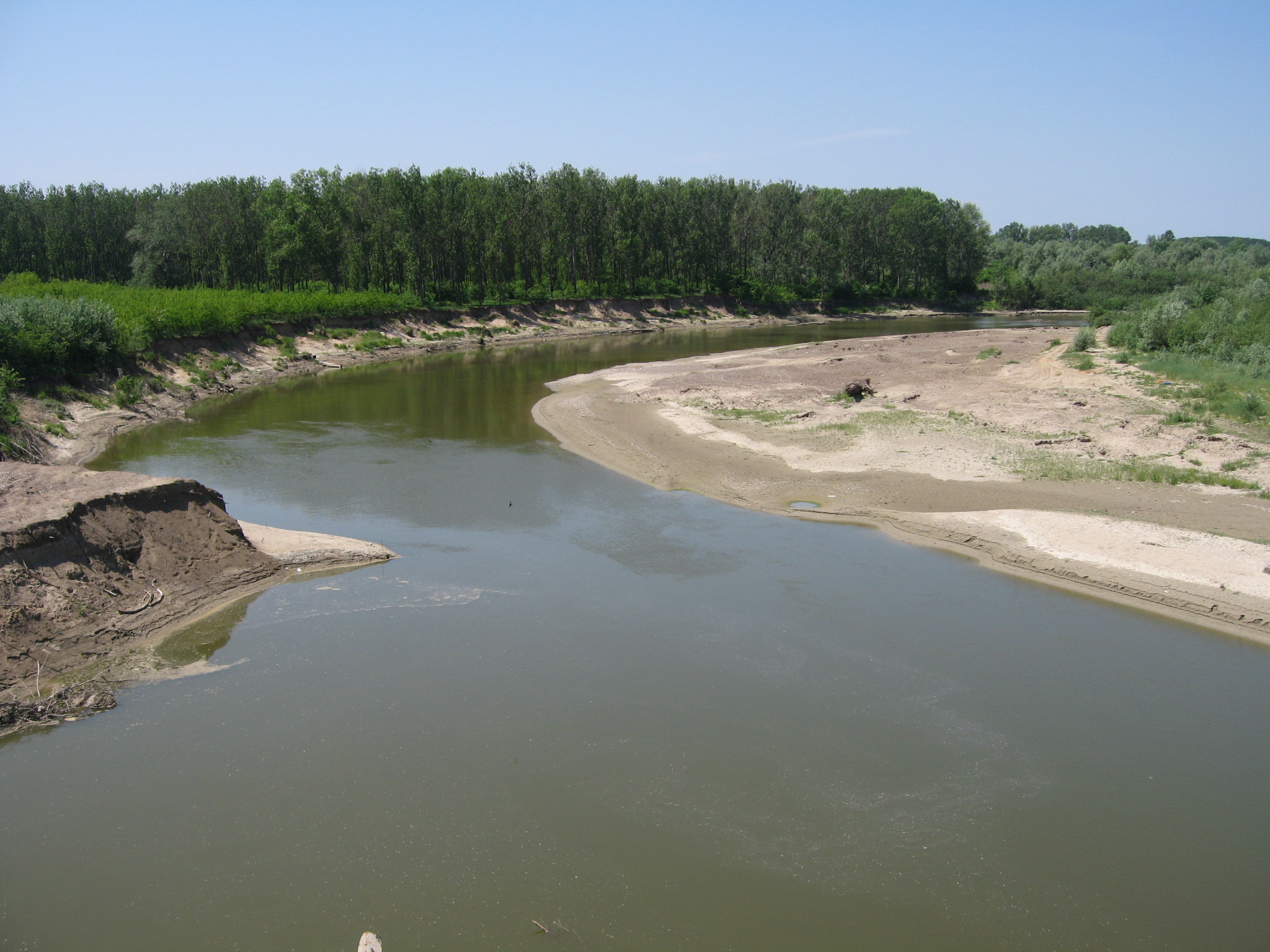
Siretul la Mirceşti
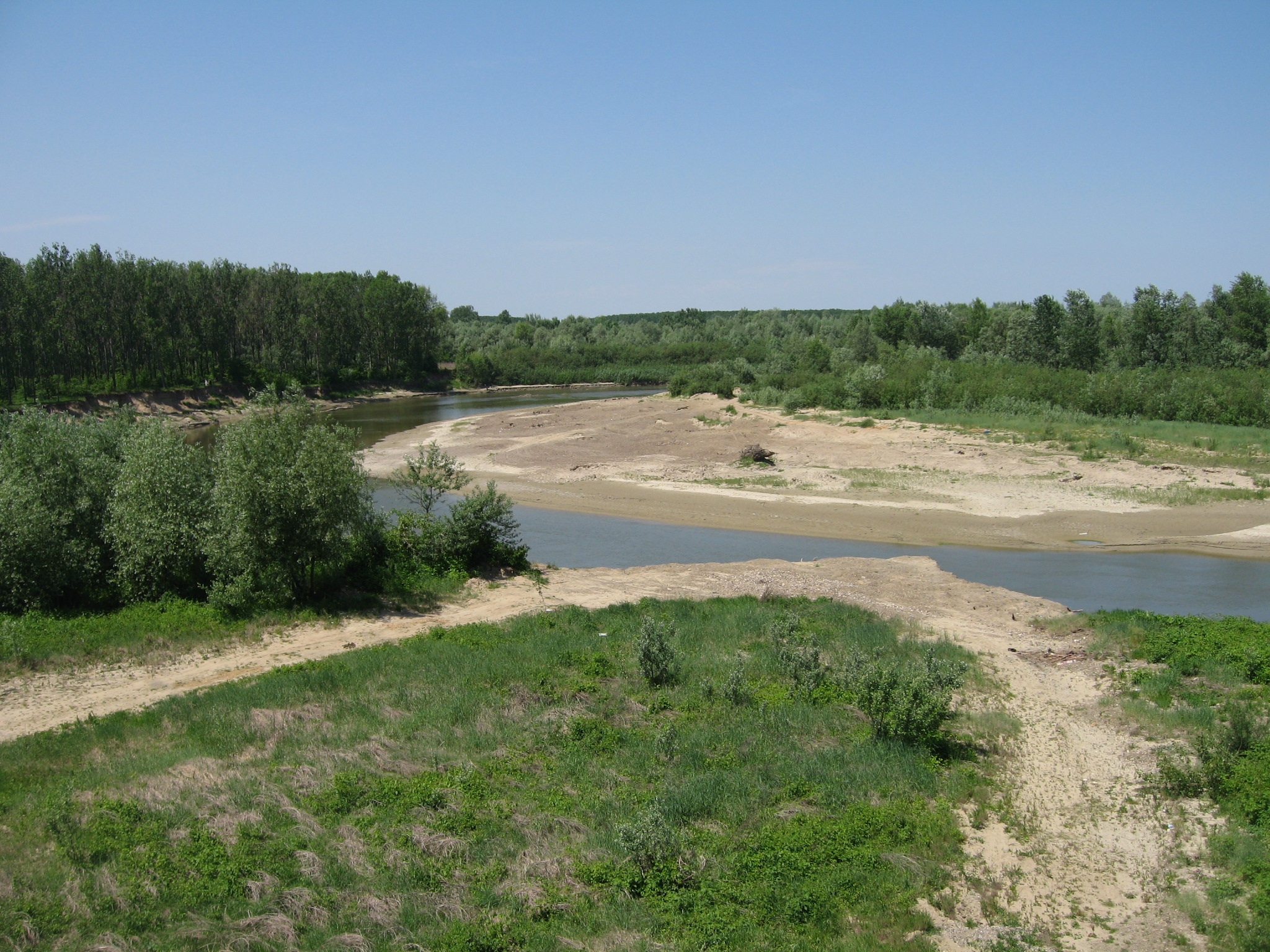
Lunca Siretului la Mirceşti
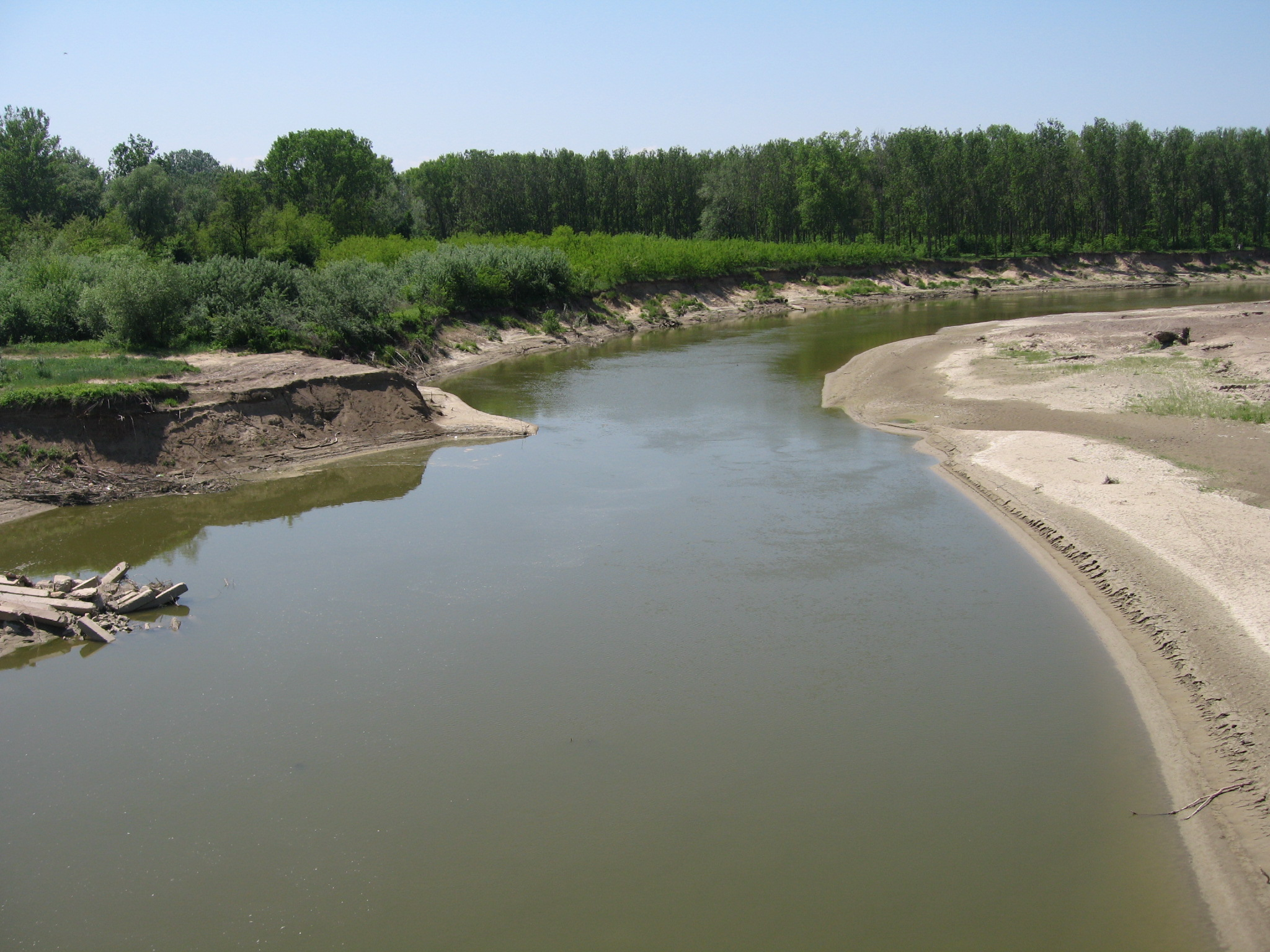
Siretul la Mirceşti
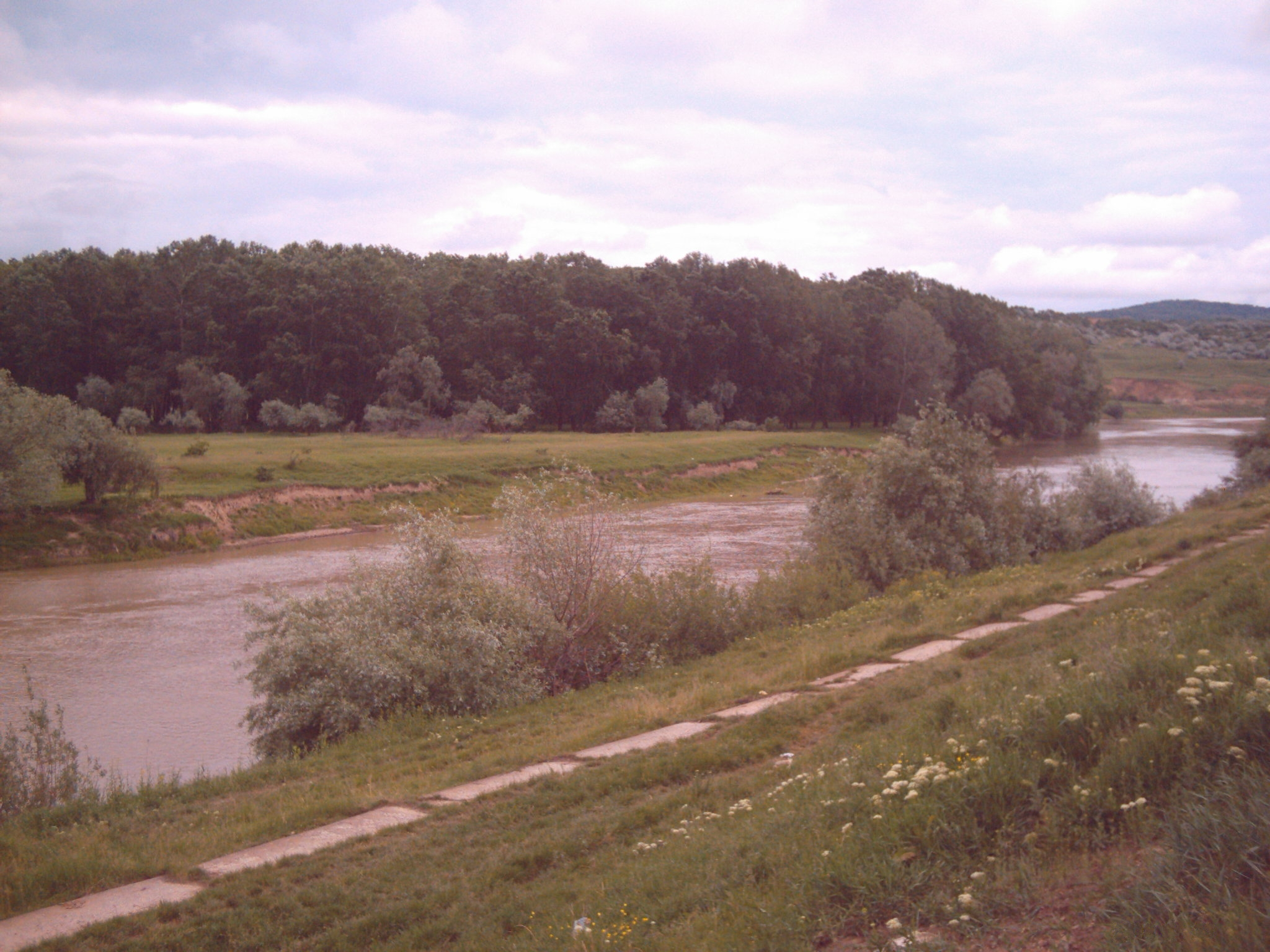
Râul Siret lângă Roman în apropiere de confluenţa cu râul Moldova
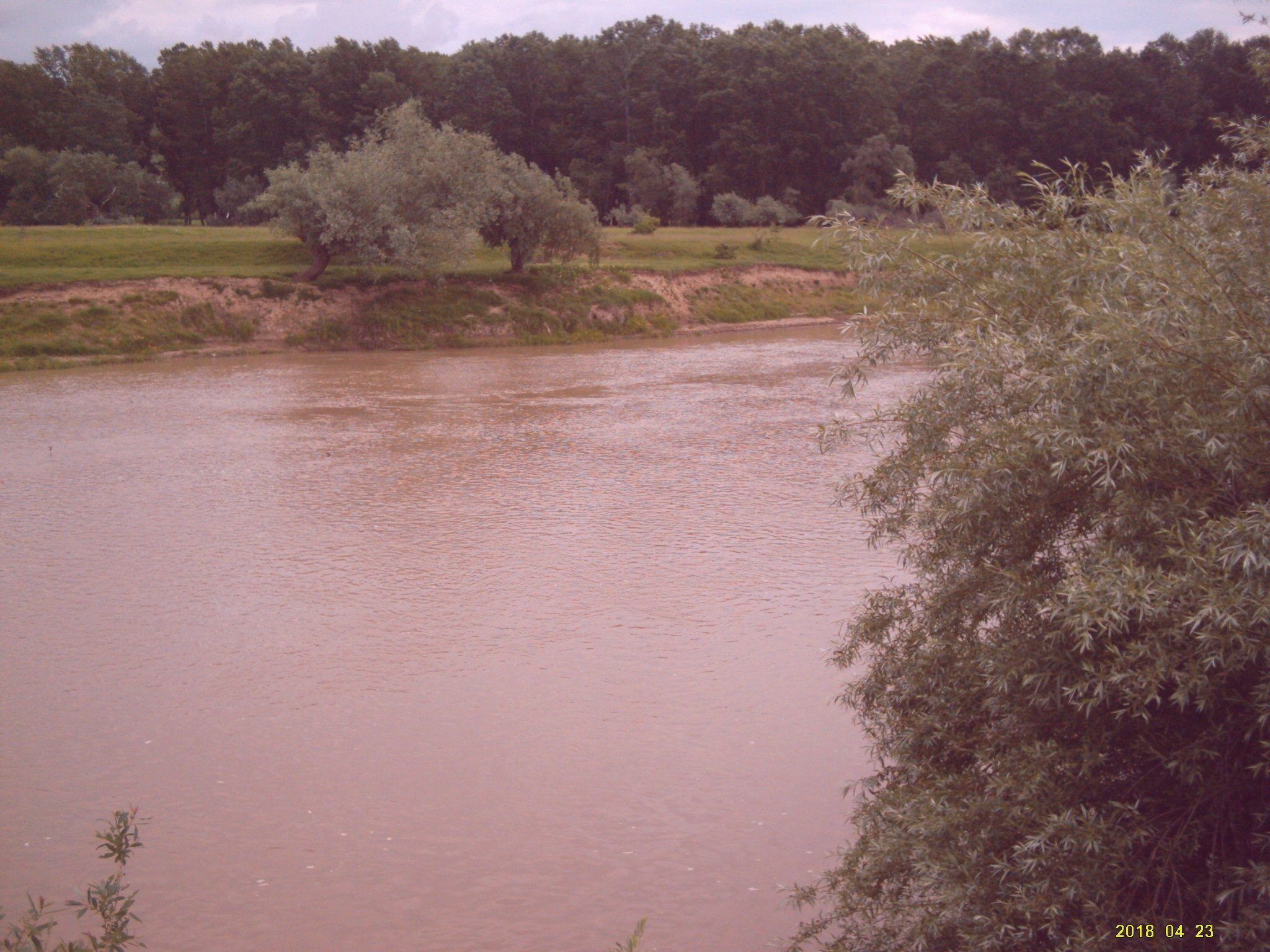
Râul Siret în apropiere de oraşul Roman
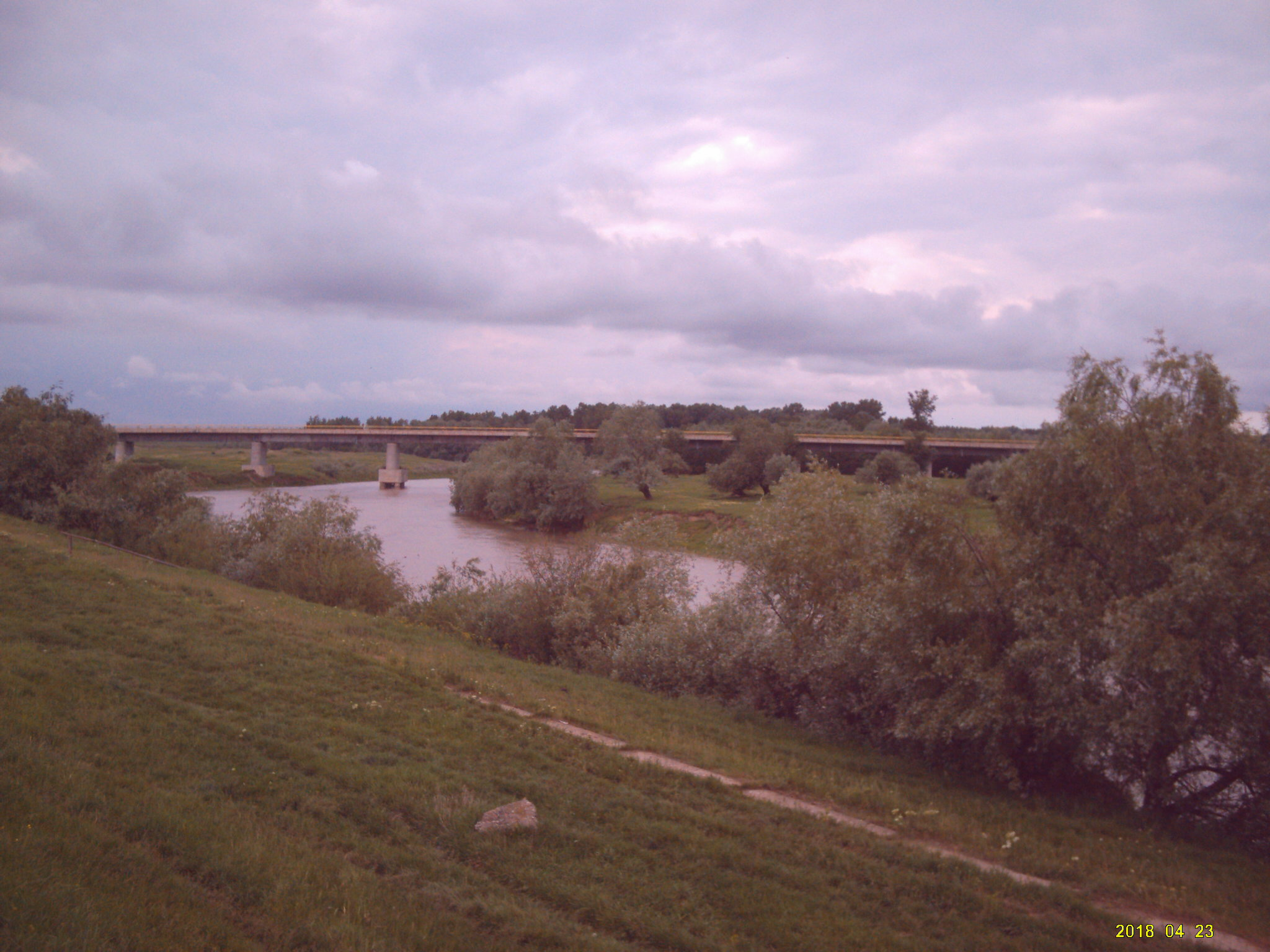
Podul, peste Siret, care uneşte oraşul Roman de comuna Gâdinţi
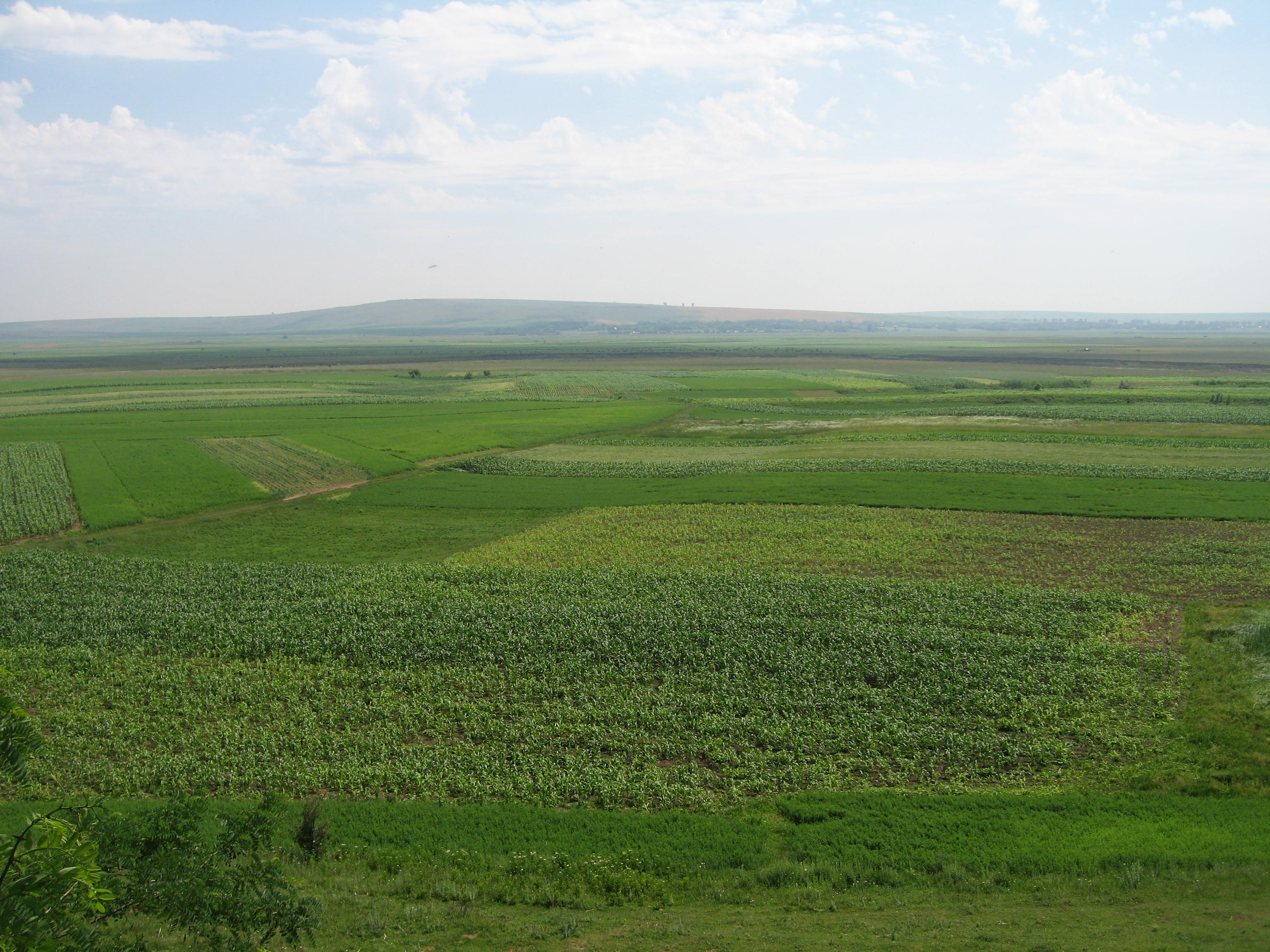
Lunca Siretului la Stolniceni-Prăjescu